# Le Mazeau
Pour les articles homonymes, voir Mazeau.
Le Mazeau est une commune française située dans le département de la Vendée, en région Pays de la Loire.

## Géographie
Le territoire municipal du Mazeau s'étend sur 832 hectares. L'altitude moyenne de la commune est de 5 mètres, avec des niveaux fluctuant entre 1 et 12 mètres,.
| Saint-Sigismond      |                                 | Benet |
|                      | Mazeau                          |       |
| Arçais (Deux-Sèvres) | Le Vanneau-Irleau (Deux-Sèvres) |       |

### Climat
Pour des articles plus généraux, voir Climat des Pays de la Loire et Climat de la Vendée.
En 2010, le climat de la commune est de type climat océanique altéré, selon une étude du CNRS s'appuyant sur une série de données couvrant la période 1971-2000. En 2020, Météo-France publie une typologie des climats de la France métropolitaine dans laquelle la commune est exposée à un climat océanique et est dans la région climatique  Poitou-Charentes, caractérisée par un bon ensoleillement, particulièrement en été et des vents modérés. 
Pour la période 1971-2000, la température annuelle moyenne est de 12,1 °C, avec une amplitude thermique annuelle de 14,3 °C. Le cumul annuel moyen de précipitations est de 784 mm, avec 12,1 jours de précipitations en janvier et 6,6 jours en juillet. Pour la période 1991-2020, la température moyenne annuelle observée sur la station météorologique de Météo-France la plus proche, « Prin-Deyrancon », sur la commune de Prin-Deyrançon à 13 km à vol d'oiseau, est de 12,9 °C et le cumul annuel moyen de précipitations est de 837,0 mm,. Pour l'avenir, les paramètres climatiques de la commune estimés pour 2050 selon différents scénarios d'émission de gaz à effet de serre sont consultables sur un site dédié publié par Météo-France en novembre 2022.

## Urbanisme

### Typologie
Au 1er janvier 2024, Le Mazeau est catégorisée commune rurale à habitat dispersé, selon la nouvelle grille communale de densité à sept niveaux définie par l'Insee en 2022.
Elle est située hors unité urbaine. Par ailleurs la commune fait partie de l'aire d'attraction de Niort, dont elle est une commune de la couronne,. Cette aire, qui regroupe 91 communes, est catégorisée dans les aires de 50 000 à moins de 200 000 habitants,.

### Occupation des sols
L'occupation des sols de la commune, telle qu'elle ressort de la base de données européenne d’occupation biophysique des sols Corine Land Cover (CLC), est marquée par l'importance des territoires agricoles (92,6 % en 2018), en diminution par rapport à 1990 (96,3 %). La répartition détaillée en 2018 est la suivante : 
prairies (57 %), terres arables (20,2 %), zones agricoles hétérogènes (15,4 %), zones urbanisées (4,3 %), forêts (3,1 %). L'évolution de l’occupation des sols de la commune et de ses infrastructures peut être observée sur les différentes représentations cartographiques du territoire : la carte de Cassini (XVIIIe siècle), la carte d'état-major (1820-1866) et les cartes ou photos aériennes de l'IGN pour la période actuelle (1950 à aujourd'hui).

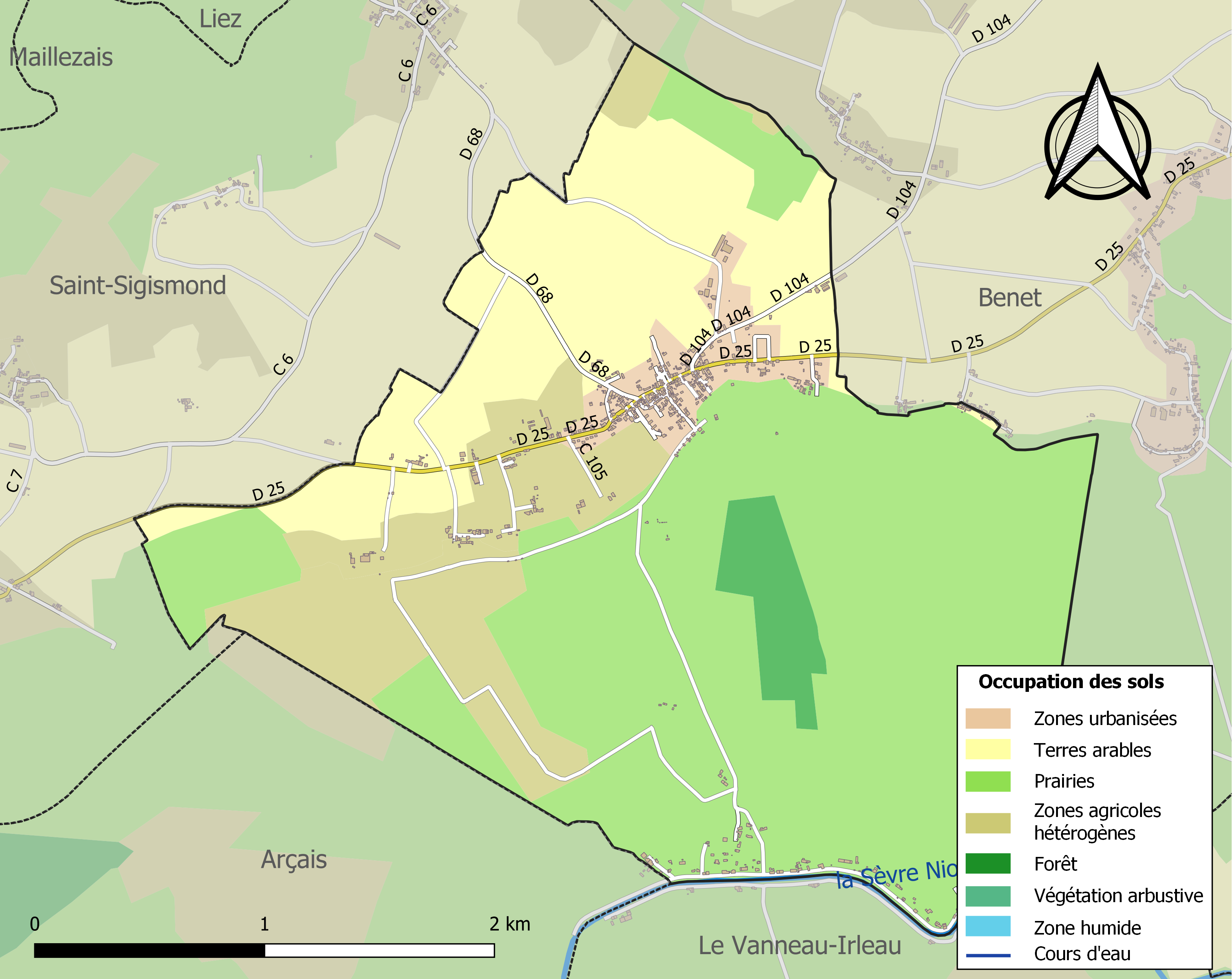
Carte des infrastructures et de l'occupation des sols de la commune en 2018 (CLC).

## Politique et administration

### Liste des maires
| Période   | Période   | Identité           | Étiquette | Qualité                                                 |
| --------- | --------- | ------------------ | --------- | ------------------------------------------------------- |
| 1889      | 1889      | Désiré Pétorin     |           | Maire provisoire                                        |
| 1889      | 1896      | Honoré Desmier     |           |                                                         |
| 1896      | 1925      | Léon Michaud       |           |                                                         |
| 1925      | 1929      | Pierre Soulet      |           |                                                         |
| 1929      | 1941      | Eugène Lucas       |           |                                                         |
| 1941      | 1952      | François Neaud     |           |                                                         |
| 1952      | mars 1971 | Christian Boisseau |           |                                                         |
| mars 1971 | mars 2001 | Gérard Trojet      |           | Agriculteur                                             |
| mars 2001 | mars 2014 | Chantal Frère      |           | Cadre hospitalier retraitée                             |
| mars 2014 | En cours  | Bernard Bordet     |           | Retraité 4e vice-président de la CC Vendée-Sèvre-Autise |

## Population et société

### Démographie

#### Évolution démographique
L'évolution du nombre d'habitants est connue à travers les recensements de la population effectués dans la commune depuis 1891. Pour les communes de moins de 10 000 habitants, une enquête de recensement portant sur toute la population est réalisée tous les cinq ans, les populations de référence des années intermédiaires étant quant à elles estimées par interpolation ou extrapolation. Pour la commune, le premier recensement exhaustif entrant dans le cadre du nouveau dispositif a été réalisé en 2008.

En 2022, la commune comptait 457 habitants, en évolution de +0,22 % par rapport à 2016 (Vendée : +5,33 %, France hors Mayotte : +2,11 %).
| 1891 | 1896 | 1901 | 1906 | 1911 | 1921 | 1926 | 1931 | 1936 |
| ---- | ---- | ---- | ---- | ---- | ---- | ---- | ---- | ---- |
| 848  | 870  | 866  | 860  | 872  | 737  | 687  | 611  | 568  |

| 1946 | 1954 | 1962 | 1968 | 1975 | 1982 | 1990 | 1999 | 2006 |
| ---- | ---- | ---- | ---- | ---- | ---- | ---- | ---- | ---- |
| 517  | 562  | 546  | 536  | 508  | 504  | 463  | 439  | 432  |

| 2008 | 2013 | 2018 | 2022 | - | - | - | - | - |
| ---- | ---- | ---- | ---- | - | - | - | - | - |
| 430  | 454  | 447  | 457  | - | - | - | - | - |

#### Pyramide des âges
La population de la commune est relativement âgée.
En 2018, le taux de personnes d'un âge inférieur à 30 ans s'élève à 22,6 %, soit en dessous de la moyenne départementale (31,6 %). À l'inverse, le taux de personnes d'âge supérieur à 60 ans est de 40,0 % la même année, alors qu'il est de 31,0 % au niveau départemental.
En 2018, la commune comptait 219 hommes pour 228 femmes, soit un taux de 51,01 % de femmes, légèrement inférieur au taux départemental (51,16 %).
Les pyramides des âges de la commune et du département s'établissent comme suit.
| Hommes | Classe d’âge | Femmes |
| ------ | ------------ | ------ |
| 0,5    | 90 ou +      | 3,5    |
| 9,6    | 75-89 ans    | 13,2   |
| 26,5   | 60-74 ans    | 26,8   |
| 20,1   | 45-59 ans    | 21,5   |
| 18,3   | 30-44 ans    | 14,9   |
| 6,8    | 15-29 ans    | 5,7    |
| 18,3   | 0-14 ans     | 14,5   |

| Hommes | Classe d’âge | Femmes |
| ------ | ------------ | ------ |
| 0,8    | 90 ou +      | 2,2    |
| 8,7    | 75-89 ans    | 11,1   |
| 20,3   | 60-74 ans    | 21,3   |
| 20     | 45-59 ans    | 19,4   |
| 17,5   | 30-44 ans    | 16,8   |
| 15     | 15-29 ans    | 13,2   |
| 17,7   | 0-14 ans     | 16,1   |

## Lieux et monuments
- Église de l'Immaculée-Conception.

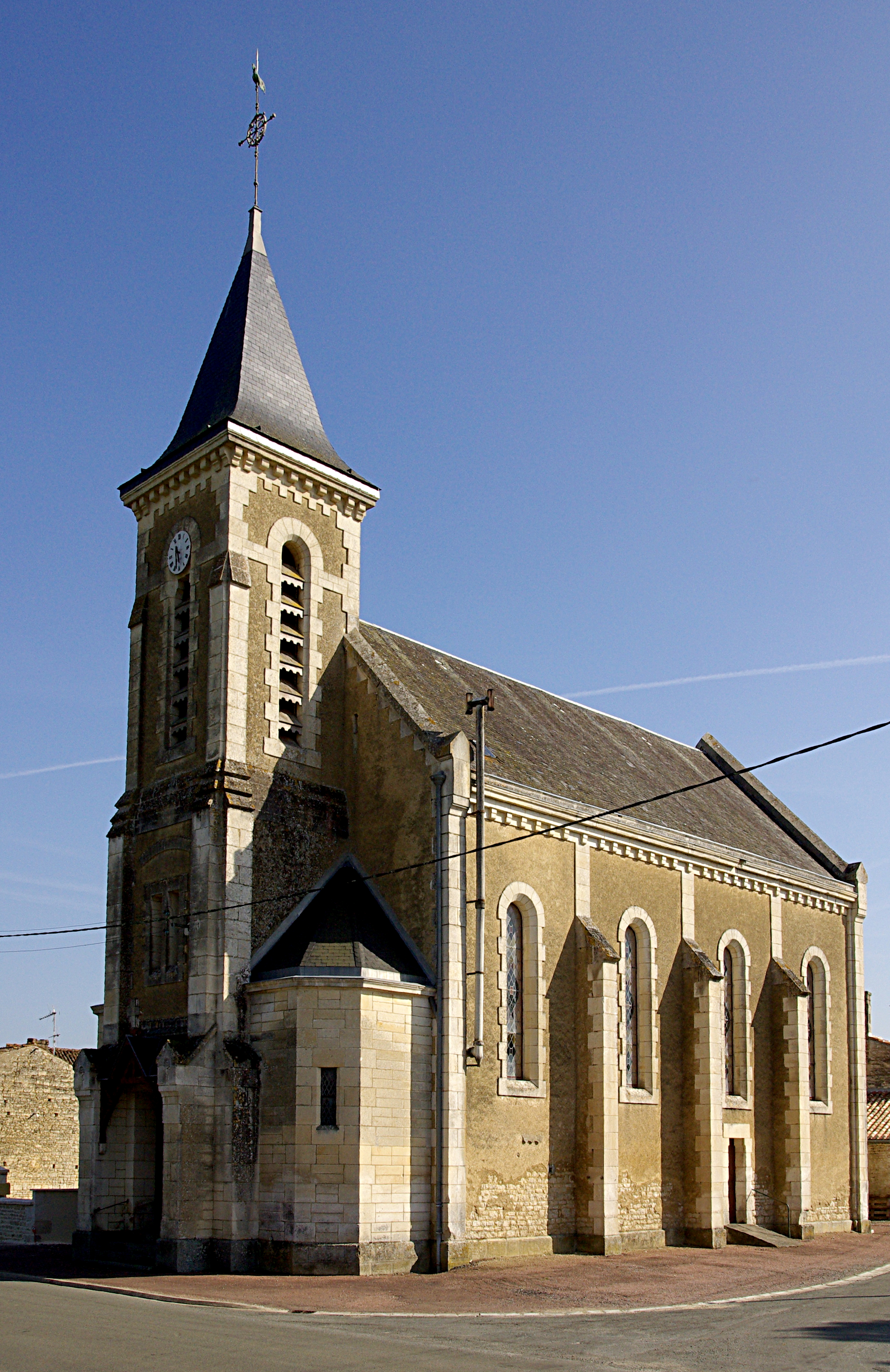
L'église de l'Immaculée-Conception.
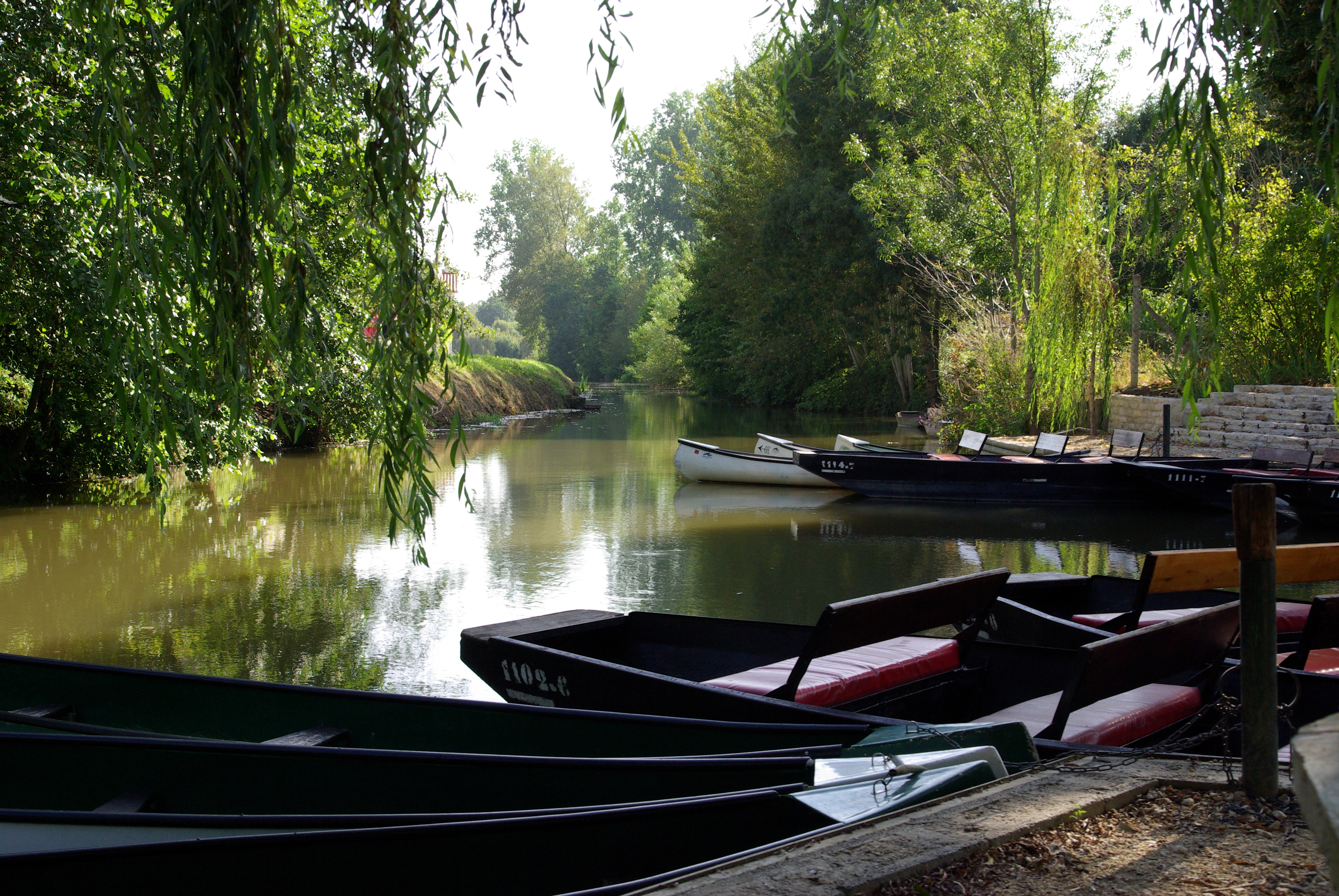
Son port sur la rigole de la rive droite.

### L'ancienne Laiterie coopérative du Mazeau
Situé sur le bord du canal de la Rive droite (bras de la Sèvre Niortaise) au lieu-dit de la Poublée serait l'une des premières laiteries crée en Vendée après celle de Danvix dans les années 1890.
La laiterie sera rénovée dans les années 1946 pour fermer définitivement le 1er octobre 1976.
Les bâtiments seront occupés ensuite par la scierie Royer de Mervent.
Actuellement, plusieurs activités occupent les bâtiments : ferronnier d'art, brocante, céramiste, peintre, relieuse... la nouvelle orientation donnée par les propriétaires est la mise en valeur de l'artisanat d'art.